# دیریک باوتس
دیریک باوتس (هلندی: Dieric Bouts; ۱ ژانویهٔ ۱۴۱۵ – ۶ مهٔ ۱۴۷۵) نقاش اهل هلند بود.
وی در دوران اولیه نقاشی هلند زندگی میکرده و تحت تاثیر نقاشانی همچون یان وان آیک و روخیر فان در ویدن بوده. آثار وی بیشتر درباره چهره افراد بوده است.

## نگارخانه

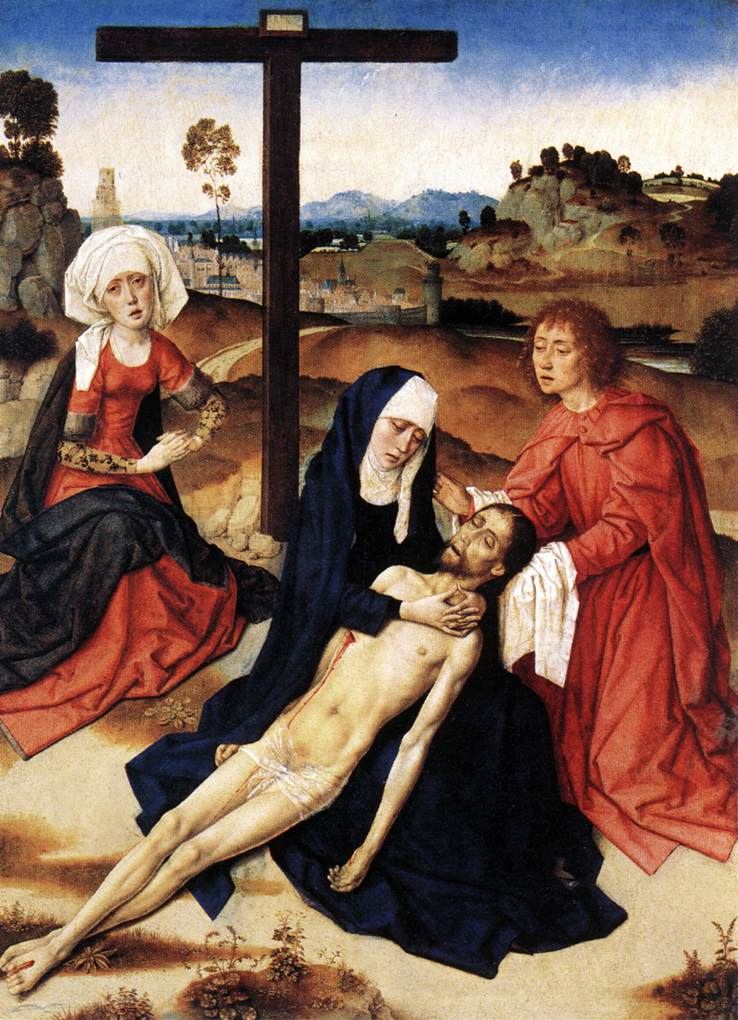
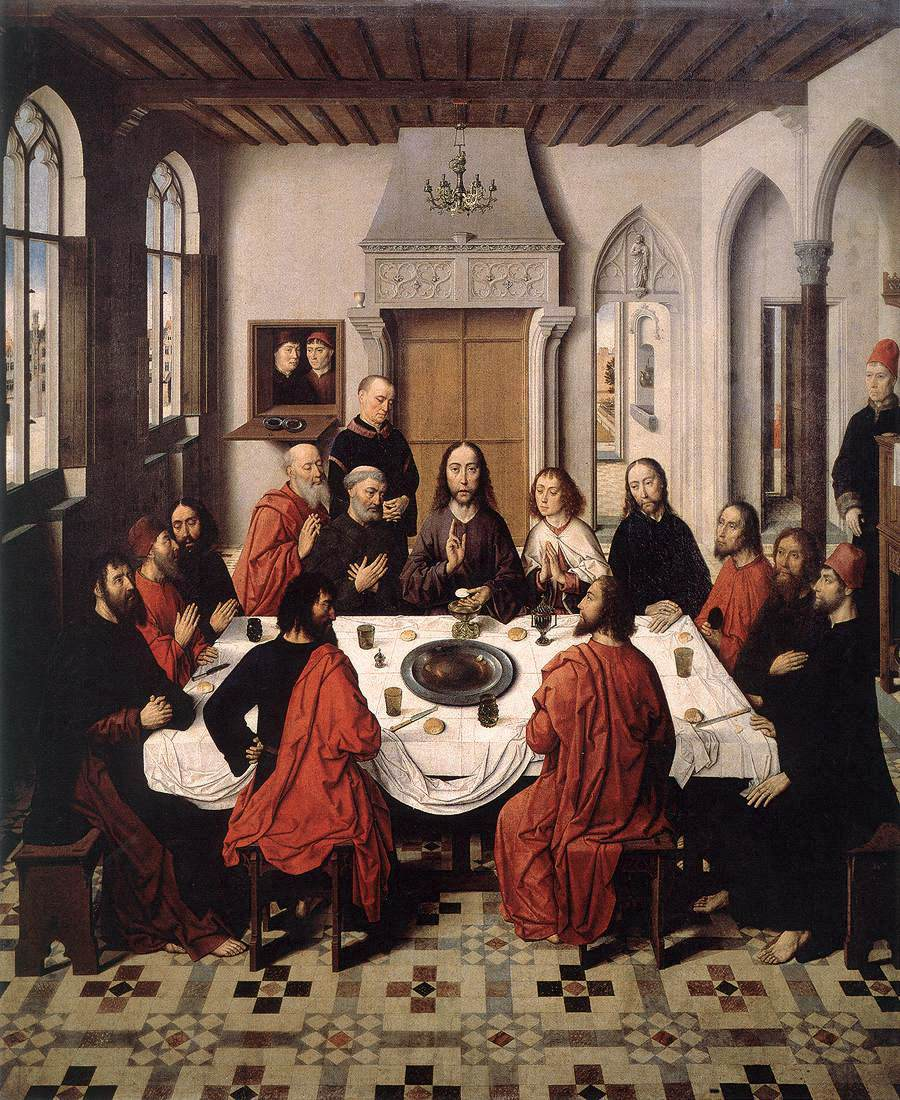
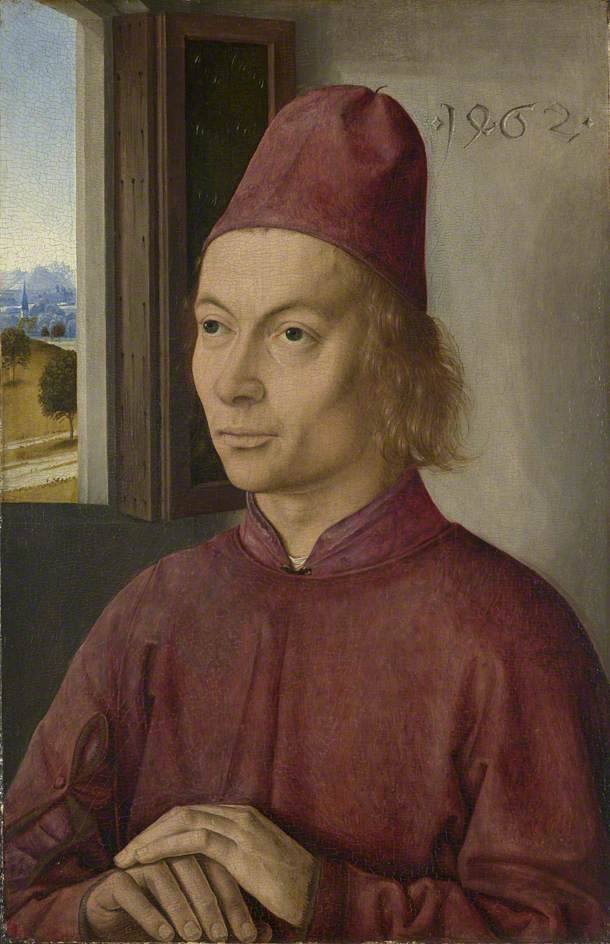
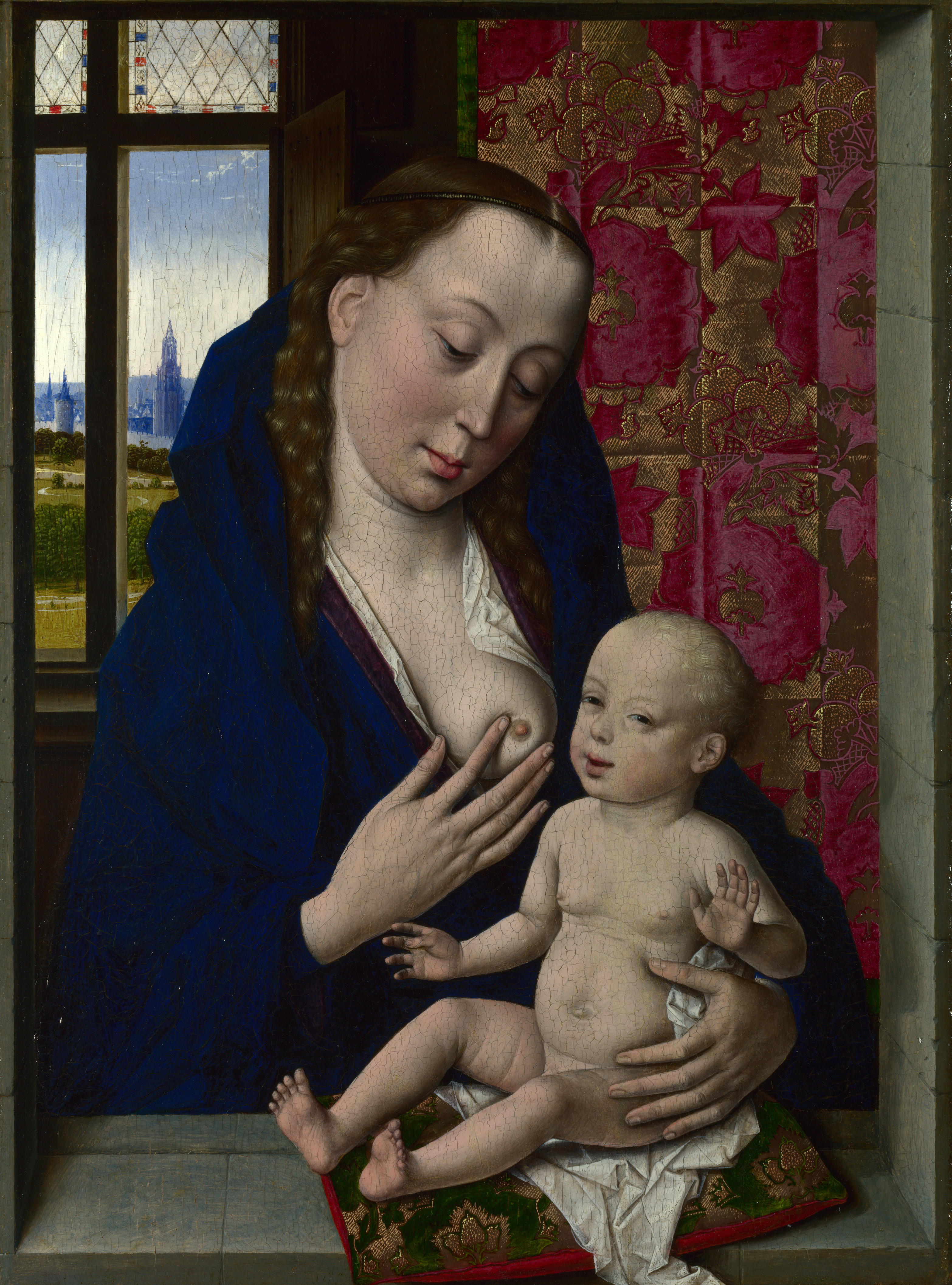